# Jacqueline Rouvier
Jacqueline Rouvier-Lyon, francoska alpska smučarka, * 26. oktober 1949, Notre-Dame-de-Bellecombe, Francija.
Na Olimpijskih igrah 1976 je bila šesta v smuku in deseta v veleslalomu, uspeh kariere je dosegla na Svetovnem prvenstvu 1974, kjer je osvojila bronasto medaljo v veleslalomu. V svetovnem pokalu je tekmovala deset sezon med letoma 1967 in 1976 ter dosegla eno zmago in še enajst uvrstitev na stopničke. V skupnem seštevku svetovnega pokala se je najvišje uvrstila na sedmo mesto v letih 1971 in 1973, ko je bila tudi tretja v smukaškem seštevku. 